# Odon (fiume)
L'Odon è un fiume della Normandia che scorre nel dipartimento del Calvados. È un affluente dell'Orne.

## Geografia
Il fiume nasce a Ondefontaine, nel bosco di Buron, sulle alture a nord del bosco di Vire, in prossimità della sorgente della Druance che, al contrario dell'Odon scorre verso sud. Lungo 47 chilometri bagna Aunay-sur-Odon, confluisce con l'Ajon presso Locheur e scorre per la maggior parte del suo percorso in direzione nord-est. Dopo essersi separato in diversi rami, di cui il principale è chiamato Grand Odon, si getta nell'Orne nei dintorni di Caen, non prima di passare ai piedi del castello di Caen e della chiesa di Saint-Pierre, il cui abside è costruito su fondamenta che affondano direttamente nel fiume.

## Storia dell'Odon a Caen

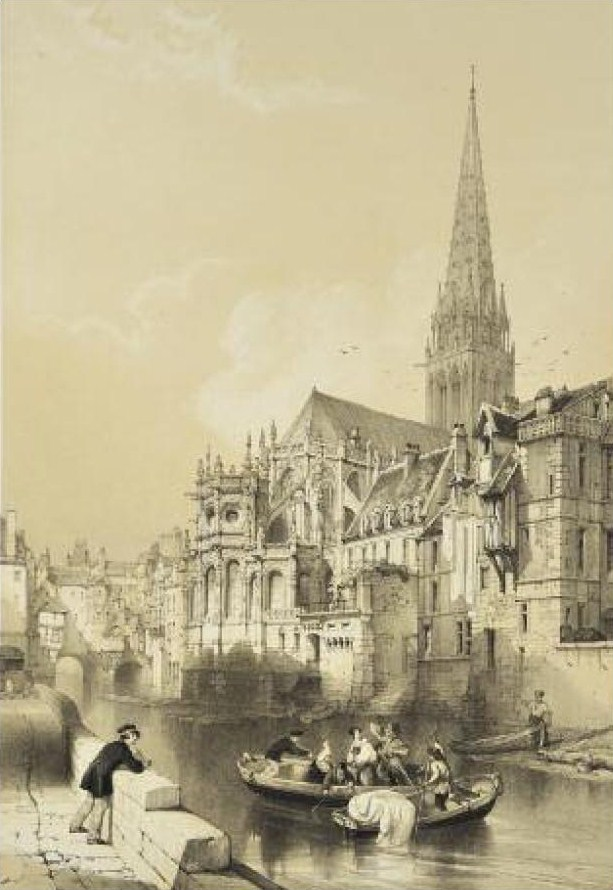
L'Odon a Caen prima della copertura nel 1860

Dal medio evo, il Grand Odon era utilizzato come porto di Caen, una grande catena tirata tra la Tour Leroy e la Tour aux Landais (oggi scomparse) ne regolava l'accesso. I differenti rami dell'Odon scorrevano ai piedi delle mura di Caen e della città vecchia con l'isola di Saint-Jean.

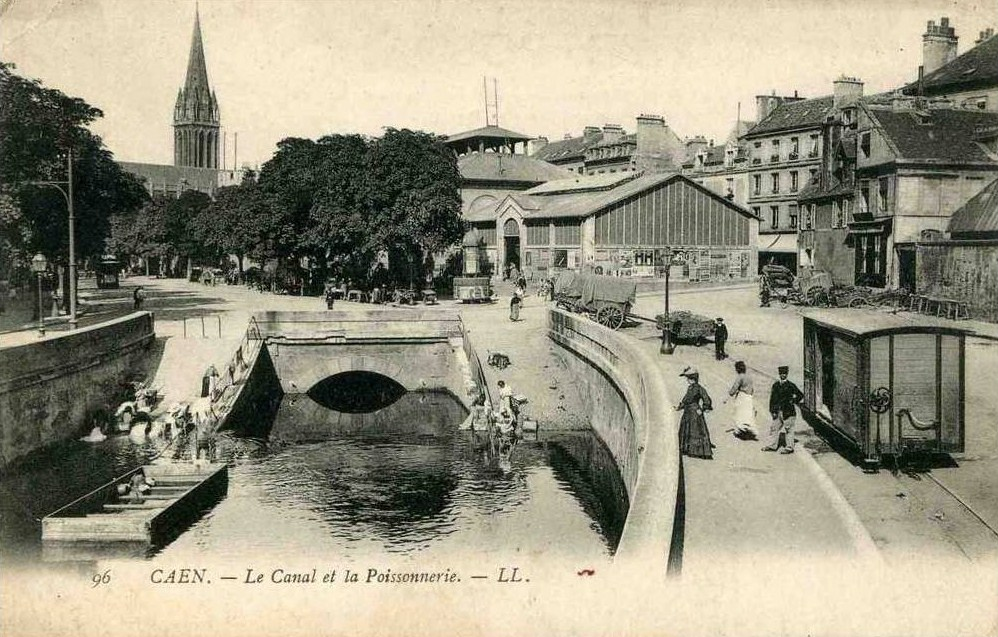
LAbreuvoir de Courtonne

A partire dal 1845, l'Odon fu incanalato tra piazza Courtonne a Caen e la sua confluenza con l'Orne per formare il bacino di Saint-Pierre. Dalla seconda metà del XIX secolo, gli abitanti si lamentavano sempre più frequentemente dei disagi causati dall'Odon. Il fiume era infatti utilizzato come fogna a cielo aperto ed era effettivamente responsabile delle epidemie di colera e febbre tifoide che decimavano la popolazione della città. Nel 1860 la municipalità di Caen fa ricoprire il fiume nel tratto tra la piazza della Prefettura (l'attuale piazza Gambetta) e la piazza Courtonne realizzando il boulevard Saint-Pierre (oggi boulevards des Alliés et Maréchal Leclerc). Nel 1932 iniziarono le opere di copertura dei tratti cittadini rimanenti, in particolare del cosiddetto Abreuvoir de Courtonne e del Petit Odon che attraversava alcune vie minori.

## Città attraversate
Aunay-sur-Odon, Verson, Bretteville-sur-Odon, Caen.